# La dama y el vagabundo (película de 2019)
Lady and the Tramp (en español: La dama y el vagabundo) es una película estadounidense de 2019, basada en la película animada de 1955 del mismo nombre dirigida por Clyde Geronimi, Wilfred Jackson y Hamilton Luske, que a su vez se basó en la novela homónima infantil de Ward Greene. La película fue dirigida por Charlie Bean a partir de un guion de Andrew Bujalski y es protagonizado por Tessa Thompson, Justin Theroux, Kiersey Clemons, Thomas Mann, Yvette Nicole Brown, Adrian Martinez, Arturo Castro, Ashley Jensen, Benedict Wong, Sam Elliott, y Janelle Monáe.
Lady and the Tramp se estrenó el 12 de noviembre de 2019 en Disney+, lo que la convierte en la primera adaptación de una película animada de Disney que no se lanza en cines, sino solo en un servicio de streaming. La película recibió críticas mixtas de los críticos, con elogios por sus actuaciones y actuación de voz, pero críticas por sus efectos visuales, guion y ritmo.

## Argumento
El 25 de diciembre de 1909, Jim Dear (Thomas Mann) le da a su esposa, Darling (Kiersey Clemons), una cachorrita de cocker spaniel americano para Navidad. Darling la nombra Lady (Reina en español) (voz de Tessa Thompson) y ella esencialmente se convierte en el "centro de su mundo". Lady crece y se hace amiga de sus perros vecinos; un viejo perro de San Huberto llamado Trusty (voz de Sam Elliott) y un luchador terrier escocés llamado Jacqueline (voz de Ashley Jensen).
Mientras tanto, un perro callejero sin hogar conocido como Tramp (Golfo en español) (voz de Justin Theroux) pasa sus días deambulando por las calles en busca de comida y causando problemas al cazador de perros Elliot (Adrian Martinez) que alberga una venganza contra él. Después de liberar a sus amigos Bull (voz de Benedict Wong) y Peg (voz de Janelle Monáe) del carruaje de Elliot, él huye y termina en el patio trasero de los Dear. Lady, que está fuera de sí después de ser descuidada por los Dear, encuentra a Tramp e intenta revelar su posición hasta que él señala que Darling claramente está teniendo un bebé. Él le advierte que sus dueños la seguirán descuidando y que el bebé la reemplazará, pero ella se niega a creerle. Trusty y Jacqueline desconfían de Tramp y lo despiden. Antes de irse alegremente, Tramp advierte que "cuando un bebé entra, el perro sale". Jim y Darling tienen una niña llamada Lulu a la que dedican su vida.
Un día, los Dear se llevan a Lulu y llaman a la tía de Darling, Sarah (Yvette Nicole Brown), una grosera amante de los gatos, para que cuide de Lady, pero ella realmente había esperado cuidar de Lulu. Mientras sube las escaleras para practicar su canto, sus gatos problemáticos comienzan a destruir la casa con Lady atrapada en el medio. Asumiendo que Lady es la causa de todo, la tía Sarah lleva a Lady a la tienda de mascotas y le colocan un bozal. Lady se escapa, pero Isaac (voz de Clancy Brown), un brutal perro callejero, la acorrala en un callejón. Por suerte, Tramp llega y la salva engañando a Isaac y luego, la ayuda a quitarse el bozal con una estatua de castor antes de optar por llevarla a casa tomando la "ruta escénica" para evitar a Elliot, ya que Lady dejó su collar. Se acercan y Lady acepta la oferta de Tramp de comer en Tony's, su restaurante favorito, y finalmente comienza una relación romántica.
Después, Tramp le muestra a Lady la vista de la ciudad. Él revela que él también tuvo dueños, pero lo abandonaron una vez que tuvieron un bebé. Tramp y Lady son de repente encontrados por Elliot y perseguidos hasta la estación de tren donde duerme Tramp. Aunque Tramp convence a Lady de que corra, ella regresa para ayudarlo y es atrapada. Tramp, desconsolado, decide que no hay nada que pueda hacer. Lady conoce a Peg, Bull y otros perros de carga que hablan sobre Tramp y sus hazañas. A la mañana siguiente, los Dear recogen a Lady, presenciada por Tramp. Cuando la tía Sarah se despide, afirma que nunca se debe permitir que Lady se acerque a Lulu. Jim cierra la puerta a la tía Sarah, diciendo que "no habrá una próxima vez", y finalmente dejaron que Lady se uniera a Lulu.
Algún tiempo después, Tramp se entera de que Peg y Bull han sido adoptados, lo que hace que se arrepienta aún más de haber dejado a Lady. Él va a su casa a disculparse y aunque ella lo aprecia y aún lo ama, no quiere volver a dejar a su familia. Se despiden pacíficamente y Tramp se marcha justo cuando comienza una tormenta eléctrica. Sin embargo, la rata regresa y se cuela en la habitación de Lulu. Lady está encerrada en una habitación cuando Elliot llega para entrevistar a Jim y Darling sobre Tramp. Se las arregla para llamar a Tramp, quien se cuela en la casa y pelea con la rata. Tramp está herido, pero logra matar a la rata, aunque accidentalmente golpea la cuna de Lulu en el proceso. Jim, Darling y Elliot lo atrapan, quienes creen que estaba atacando a Lulu.
Mientras Elliot lleva a Tramp para que lo sacrifiquen, Lady muestra la rata a los Dear antes de perseguir el carruaje con la ayuda de Trusty y Jacqueline. Alcanzan y asustan a los caballos, provocando el colapso del carruaje. Lady encuentra a Tramp aparentemente muerto por el accidente y lo lloran, pero finalmente se despierta y se reúnen. Jim y Darling llegan y, al darse cuenta de que Tramp en realidad estaba protegiendo a Lulu, deciden adoptarlo, salvándolo de Elliot.
Para la próxima Navidad, Golfo ha sido aceptado por completo en la familia Dear y se le ha dado su propio collar. El dueño de Jacqueline adopta dos cachorros, Dodge (voz de Ara Storm O'Keefe) y Ollie (voz de Aemon Wolf O'Keefe), de la perrera, a quienes Trusty y Jacqueline toman como tío y tía. Lady y Tramp pasan felices las vacaciones con su familia perfecta, unidos por el resto de sus vidas.

## Reparto
- Kiersey Clemons como Linda
- Thomas Mann como Jim Dear
- Yvette Nicole Brown como la tía Sarah
- Adrian Martinez como Elliot, un perrero que atrapa perros callejeros
- Arturo Castro como Marco

### Voces
- Tessa Thompson como Reina, una cocker spaniel americano
- Justin Theroux como Golfo, un perro de raza mixta
- Ashley Jensen como Jackie, una terrier escocés
- Benedict Wong como Bull, un bulldog
- Sam Elliott como Trusty, un perro de San Huberto
- Janelle Monáe como Peg, una pekinesa

## Producción

### Desarrollo
El 8 de febrero de 2018, se anunció que Walt Disney Pictures estaba desarrollando un remake de acción en vivo de la película de animación de 1955, La dama y el vagabundo. Se esperaba que la película se estrenara en Disney+, servicio de transmisión de video lanzado a finales de 2019. El 19 de marzo de 2018, se anunció que la película iba a ser dirigida por Charlie Bean a partir de un guion de Andrew Bujalski con Brigham Taylor como productor.

### Casting
En julio de 2018, se anunció que Ashley Jensen, Justin Theroux, y Sam Elliott habían sido elegidos para los papeles de voz de Jackie, Tramp y Trusty, respectivamente. Además, se informó que Kiersey Clemons estaba en conversaciones para el papel de acción en vivo de Darling, la dueña humana de Lady. En agosto de 2018, se informó que Tessa Thompson y Benedict Wong habían sido elegidos en los roles de voz de Lady y Bull, respectivamente, y que Thomas Mann había sido elegido en el papel de acción en vivo de Jim Dear. En septiembre de 2018, se anunció que Yvette Nicole Brown y Adrian Martinez habían sido elegidos en los papeles de acción en vivo de la tía Sarah y el cazador de perros Elliot, respectivamente. En octubre de 2018, se anunció que Arturo Castro había sido elegido para el papel de acción en vivo de Marco y que Janelle Monáe había sido elegida para el papel de voz de Peg.
La producción utilizó perros reales para retratar a los personajes principales de la película con un perro llamado Rose que retrata a Lady en la película. Aproximadamente tres meses antes del inicio de la filmación, los animales comenzaron su entrenamiento para la película.

### Rodaje
El trabajo de voz para la película estaba programado para comenzar en julio de 2018 con la fotografía principal de la película de acción en vivo en porciones filmadas externamente que se espera que duren del 10 de septiembre de 2018 al 7 de noviembre de 2018 en Savannah, Georgia. Las ubicaciones se establecieron para incluir Johnson Square y Wright Square. Se anticipó que la filmación en un estudio de sonido en interiores se realizaría hasta diciembre de 2018.